# Les Gaîtés de la finance
Pour plus de détails, voir Fiche technique et Distribution.
Les Gaîtés de la finance est un film français réalisé par Jack Forrester, sorti en 1936.

## Synopsis
Un banquier ressemble à s'y méprendre à un tailleur. Le premier a engagé le second comme sosie afin de le mettre aux mains de gangsters qui le menacent. Mais le sosie, naturellement, ignore tout et commencera à vivre dans la terreur lorsqu'il apprendra la vérité.

## Fiche technique
- Titre : Les Gaîtés de la finance
- Autres titres : L'homme qui a vendu sa tête et Bengali VII
- Réalisation : Jack Forrester, assisté de Jean Manse, Henri Calef
- Scénario : Jean Guitton
- Adaptation : Charles Spaak
- Dialogues : Jean Guitton
- Photographie : Fred Langenfeld, Charles Suin
- Montage : André Versein
- Musique : Vincent Scotto
- Directeur de production : Robert Lavallée
- Société de production : Les Productions Calamy
- Pays d'origine :  France
- Langue : français
- Tournage en juin et juillet 1935
- Format : Noir et blanc — 35 mm — 1,37:1 — Son : Mono
- Genre : Comédie
- Durée : 75 minutes
- Dates de sortie :
  - France : 7 février 1936
- Affiche : Roger Cartier (France)

## Distribution
- Fernandel : Armand Marivol, le banquier / Édouard Lambinet, le tailleur
- Raymond Cordy : Victor Henri, le pisteur
- Simone Deguyse : Mme Marivol
- Raoul Marco : M. Brachard, le détective
- Gaston Modot : le chef des gangsters
- D'Ary Brissac : Gaston Moutet, le turfiste
- Romain Bouquet : le directeur du magasin
- Robert Casa : le beau-père
- Ginette Leclerc : Fanny
- Madeleine Guitty : Lucrèce

Non crédités :
- Paul Marthès : le médecin
- Maurice Marceau : le coiffeur
- Pierre Ferval : un agent du commissariat
- Albert Malbert : le gardien de nuit
- René Génin : Ernest, l'aubergiste
- Franck Maurice : un gangster
- Jean Tissier[1],[2]